# Comuna Nebîliv, Rojneativ
Nebîliv (în ucraineană Небилів) este o comună în raionul Rojneativ, regiunea Ivano-Frankivsk, Ucraina, formată din satele Lovahî, Nebîliv (reședința) și Sloboda Nebîlivska.

## Demografie
Componența lingvistică a comunei Nebîliv
     Ucraineană (99,46%)
     Alte limbi (0,52%)
Conform recensământului din 2001, majoritatea populației comunei Nebîliv era vorbitoare de ucraineană (99,46%), existând în minoritate și vorbitori de alte limbi.